# Contà
Contà è un comune italiano di 1 406 abitanti della provincia autonoma di Trento in Trentino-Alto Adige.
Il comune sparso è stato istituito il 1º gennaio 2016 per fusione dei territori comunali di Cunevo, Flavon e Terres (sede comunale).

## Geografia fisica

### Territorio
Il comune di Contà si trova nella bassa Val di Non, sulla sponda destra del torrente Noce. Il territorio comunale è situato ai piedi delle Dolomiti di Brenta, nello specifico, della dorsale del Monte Corno e del Monte Sabbionare, facenti parte del sottogruppo della Campa, all'interno del Parco naturale Adamello Brenta. 

### Clima
| CONTA' 2003-2023    | Mesi | Mesi | Mesi | Mesi | Mesi | Mesi | Mesi | Mesi | Mesi | Mesi | Mesi | Mesi | Stagioni | Stagioni | Stagioni | Stagioni | Anno  |
| CONTA' 2003-2023    | Gen  | Feb  | Mar  | Apr  | Mag  | Giu  | Lug  | Ago  | Set  | Ott  | Nov  | Dic  | Inv      | Pri      | Est      | Aut      | Anno  |
| ------------------- | ---- | ---- | ---- | ---- | ---- | ---- | ---- | ---- | ---- | ---- | ---- | ---- | -------- | -------- | -------- | -------- | ----- |
| T. max. media (°C)  | 5,1  | 7,8  | 12,4 | 16,0 | 20,3 | 24,2 | 26,6 | 26,3 | 21,6 | 16,2 | 9,5  | 5,3  | 6,1      | 16,2     | 25,7     | 15,8     | 15,9  |
| T. min. media (°C)  | −3,5 | −2,2 | 1,2  | 4,8  | 9,0  | 12,5 | 14,5 | 14,3 | 10,7 | 6,7  | 1,4  | −2,3 | −2,7     | 5,0      | 13,8     | 6,3      | 5,6   |
| Precipitazioni (mm) | 45   | 50   | 54   | 92   | 109  | 93   | 93   | 99   | 87   | 124  | 136  | 60   | 155      | 255      | 285      | 347      | 1 042 |
| Giorni di pioggia   | 6    | 6    | 6    | 9    | 12   | 11   | 11   | 11   | 8    | 8    | 9    | 6    | 18       | 27       | 33       | 25       | 103   |

Fonte: Centro Trasferimento Tecnologico, Fondazione Edmund Mach 

## Storia

### Etimologia
Il toponimo Contà deriva da "Contado" - "Comitatus" in latino, in quanto questo territorio tra il XII e il XIV secolo, costituiva una giurisdizione controllata dagli antichi Conti di Flavon .

### Età medievale

#### I Conti Flavon
Nonostante Contà sia un comune di recente istituzione, in realtà ha origini molto antiche, risalenti ell'età medievale, quando nel XII secolo i principi vescovi di Trento diedero in feudo il suo territorio ad una nobile e potente famiglia di origine germanica, insignita del titolo comitale dagli imperatori del Sacro Romano Impero, che prese il nome di Conti di Flavon. Questa famiglia, che risiedeva nell'omonimo castello, esercitò la giurisdizione sul Contà fino agli anni 80 del XIII secolo, quanto fu sconfitta militarmente e privata dei suoi feudi dai rivali Conti di Tirolo, che entrarono così in possesso del castello di Flavon e della sua giurisdizione. Da quel momento 
la giurisdizione di Flavon con tutto il territorio del Contà venne a costituire un'enclave appartenente alla Contea del Tirolo entro i confini del Principato Vescovile di Trento . 
Con la cessione da parte dei conti Flavon del loro castello e di tutti i loro diritti sul Contà alla fine del XIII secolo, dopo alcuni decenni di capitanato dei signori di Coredo, la giurisdizione passò nel 1334 a Volcmaro di Burgstall, già capitano di Castel Sporo dal 1312, capostipite degli Spaur.
Dal punto di vista ecclesiastico lo stesso territorio costituiva la pieve di Flavon, documentata fin dal XIII secolo.

### Età moderna

#### Gli Spaur
Gli Spaur ressero la giurisdizione di Flavon per quasi cinquecento anni, dal XIV al XIX secolo, amministrando la giustizia ed esercitando i loro diritti signorili, lasciando un'impronta profonda sul territorio del Contà, come attestano i due palazzi che portano il loro nome presenti negli abitati di Flavon e di Terres, eretti dopo l'abbandono del vecchio castello di Flavon nel XVII secolo .
Le tre comunità del Contà, ovvero Flavon, sede della giurisdizione, Cunevo e Terres godevano di una certa autonomia, avevano le proprie istituzioni regoliere ed eleggevano ciascuna i propri regolani e un proprio sindaco, anche se non misero mai per iscritto una loro carta di regola, caso piuttosto raro nelle comunità di Antico Regime. Per questo motivo, infatti, nel 1758 furono richiamati da Giuseppe Gerolamo Ceschi, capitano tirolese del Circolo ai Confini d'Italia di Rovereto, a provvedere in tal senso, ma senza risultati. I conti Spaur inauguravano il primo novembre l'anno di reggenza con dei proclami che normavano la vita della comunità, ai quali i sudditi rappresentati dai sindaci (uno per paese) incaricati di tenere i rapporti fra le regole della comunità e i dinasti, dovevano sottostare..
I tre paesi del Contà, allora come oggi, gestivano insieme in forma indivisa e comunitaria i vasti pascoli, le malghe e le selve pregiate dell'Alpe Flavona, alla testata della Val di Tovel, il cui sfruttamento costituiva una risorsa preziosissima per l'economia di queste comunità .

### Età contemporanea
Nel XIX secolo, al termine delle guerre napoleoniche, con l'abolizione delle giurisdizioni signorili e delle antiche regole, i tre paesi del Contà costituirono tre comuni distinti, autonomi in tutto e per tutto l'uno dall'altro, e rimasero tali fino all'avvento del Regno d'Italia e del regime fascista, che nel 1928 aggregò Cunevo, Flavon e Terres in un unico comune. Nel secondo dopoguerra con il ripristino delle antiche autonomie comunali, Cunevo, Flavon e Terres tornarono ad essere dei comuni a sé stanti, pur continuando a gestire in forma comunitaria l'Alpe Flavona e collaborando in ambito economico con la creazione di un unico consorzio ortofrutticolo. Il primo gennaio del 2016, in seguito ad un referendum consultivo che coinvolse la popolazione dei comuni di Cunevo, Flavon e Terres, che optò per la loro fusione in un unico comune, venne istituito il Comune di Contà.

### Simboli
Lo stemma e il gonfalone sono stati proposti dalla delibera del Consiglio comunale n. 31 del 27 dicembre 2018 ed approvati con deliberazione della Giunta provinciale di Trento dell'8 marzo 2019 n. 322.
Stemma
Gonfalone

## Monumenti e luoghi d'interesse

### Architetture religiose
- Chiesa della Natività di San Giovanni Battista, nella frazione di Flavon. Risalente al XIII secolo, era la storica chiesa pievana.
- Chiesa del Santissimo Redentore, parrocchiale nella frazione di Cunevo.
- Chiesa di San Lorenzo nella frazione di Cunevo
- Chiesa dei Santi Filippo e Giacomo, nella frazione di Terres.
- Chiesa di San Giorgio, nella frazione di Terres.
- Chiesa di Santa Maria Maddalena, nella frazione di Cunevo, nota anche come La Santa.
- Mausoleo di Sava Rakicic nella frazione di Flavon

### Architetture civili e militari
- Castel Corona
- Castel Flavon
- Palazzo Spaur a Flavon
- Palazzo Spaur a Terres

### Aree naturali
- A monte dei centri abitati del Contà, poco sopra il limitare del bosco, esiste un sentiero, parte del circuito Dolomiti Brenta Bike[15]. L'itinerario, chiamato Sentiero Margherita, si snoda pianeggiante per circa 4 chilometri attraverso una vasta pineta lungo il percorso di un canale irriguo costruito nel XIX secolo per irrigare le campagne della zona, facendo derivare l’acqua dal torrente Tresenica in Val di Tovel.[16]

- Tra gli abitati di Cunevo e Flavon, al margine del bosco, si trova un piccolo specchio d'acqua, denominato Lago Fontana.[17]

- Sulla montagna del comune di Contà, in località Pianezza, sulla strada che porta a Malga Arza, si trova il Rifugio Fontana, storicamente appartenente alla comunità di Cunevo. Più a monte, a 1653 metri di quota sul crinale del Monte Sabbionare è collocato il Rifugio Doss della Quarta, mentre poco più a nord, sullo stesso crinale si trova il Rifugio Genzianella, 1582 metri slm, raggiungibile anche dall'abitato di Terres. [18]

- L'Alpe Flavona nell'alta Val di Tovel, anche se dal punto di vista amministrativo fa parte del Comune di Ville d'Anaunia, da tempo immemorabile è proprietà delle comunità del Contà. Raggiungibile dal Lago di Tovel con una strada forestale, su di essa si trovano Malga Pozzoi e più in alto, Malga Flavona, a 1858 metri di quota. A monte di questa malga è il Campo Flavona, un vastissimo pascolo d'alta quota, coronato dalle pareti calcareo dolomitiche del Sottogruppo della Campa e delle cime di Madonna di Campiglio, considerato una delle aree di maggior valore naturalistico e paesaggistico delle Dolomiti di Brenta e del Parco Naturale Adamello Brenta. [19]

## Società

### Evoluzione demografica
Abitanti censiti

## Economia
Il Contà è una zona altamente vocata alla frutticoltura, specializzata nella produzione delle mele.
A partire dal 1964 le tre società di frutticoltori delle frazioni del comune del Contà si aggregarono, dando vita al Consorzio Ortofrutticolo del Contà, con sede a Cunevo. Lo stemma scelto fu il leone degli Spaur che tra le zampe, al posto della tradizionale coppa, regge una mela.

## Amministrazione
| Periodo         | Periodo       | Primo cittadino | Partito      | Carica                  | Note   |
| --------------- | ------------- | --------------- | ------------ | ----------------------- | ------ |
| 1º gennaio 2016 | 8 maggio 2016 | Nadia Ianes     |              | Commissario prefettizio | [ 22 ] |
| 9 maggio 2016   | in carica     | Fulvio Zanon    | Lista civica | Sindaco                 | [ 23 ] |